# Gare des Aygalades-Accates
Ne doit pas être confondu avec Gare de Saint-Louis-les Aygalades.
La gare des Aygalades-Accates est une ancienne gare ferroviaire française de la Lyon-Perrache à Marseille-Saint-Charles via Grenoble, située dans le quartier des Aygalades, sur le 15e arrondissement de Marseille, département des Bouches-du-Rhône, en région Provence-Alpes-Côte d'Azur (PACA).
Elle est mise en service en 1887 par la Compagnie des chemins de fer de Paris à Lyon et à la Méditerranée (PLM), et fermée, sans doute, dans la deuxième moitié du XXe siècle.

## Situation ferroviaire
Établie à 126 mètres d'altitude, la gare des Aygalades-Accates est située au point kilométrique (PK) 436,35 de la ligne de Lyon-Perrache à Marseille-Saint-Charles (via Grenoble), entre les gares de Saint-Antoine et de Saint-Joseph.

## Histoire
En 1874 des habitants du quartier des Aygalades, à Marseille, signent une pétition pour l'établissement d'une gare au nord de leur village. Ils renouvellent ainsi une demande faite une première fois lors de l'enquête sur le premier tracé du chemin de fer direct de Marseille à Aix et déjà renouvelée lorsque le deuxième projet de tracé a été soumis à l'enquête. Favorablement accueillie par la commission d'enquête, cette demande est repoussée par la Compagnie qui a proposé de réaliser une avenue pour relier la future gare de Saint-Antoine au chemin qui va des Aygalades à Saint-Antoine. Les signataires de la pétition exposent que cette avenue ne peut rendre aucun service à cause de la distance qui sépare leur village de la future gare. Après étude par sa commission, le Conseil général, sensible à leur souhait, émet un vœu en faveur de la création d'une gare spécifique pour desservir leur village.
Malgré cela, la ligne directe de Marseille à Aix par Gardanne, mise en service par la Compagnie des chemins de fer de Paris à Lyon et à la Méditerranée (PLM) le 15 octobre 1877, ne comporte initialement pas de gare aux Aygalades.
La station des Aygalades-Accates est mise en service le 1er juillet 1887 par la Compagnie des chemins de fer de Paris à Lyon et à la Méditerranée (PLM), qui limite son usage au transport des voyageurs avec bagages.
En 1903, les habitants, puis le Conseil général, réclament l'arrêt dans la gare de tous les trains comme à Sainte-Marthe. Le ministre des travaux publics dans sa réponse du 31 décembre 1903 refuse, en argumentant sur le fait que cela aurait pour conséquence de retarder la marche des trains sur la ligne de Marseille à Aix, alors que les habitants et le Conseil général ne cessent d'en demander l'accélération. Par ailleurs il fait remarquer que la desserte actuelle de la gare, qui est quotidiennement de 15 trains, semble, d'après l'instruction de ses services, largement à la hauteur des besoins de la population.
En 1911, c'est une station de la Compagnie du PLM, qui est n'est ouverte au service que pendant les périodes de temps indiquées par une affiche apposée dans la station. Elle est ouverte au service complet de la grande vitesse à l'exclusion des articles de messagerie, denrées, finances, valeurs et objets d'art et des voitures, chevaux et bestiaux, à l'exclusion des voitures, chevaux et bestiaux. Elle est située sur la ligne de Lyon à Grenoble et à Marseille, entre les gares de Saint-Antoine et de Sainte-Marthe.
Elle est fermée, sans doute, dans la deuxième moitié du XXe siècle.

## Emplacement de la gare dans la ville
Seul un boulevard de la Gare rappelle son existence. Elle était située au passage à niveau no 118 de la ligne, qui a été remplacé par une passerelle piétons avec ascenseurs.